# 32760
32760（三万二千七百六十、さんまんにせんななひゃくろくじゅう）は、自然数また整数において、32759の次で32761の前の数である。

## 性質
- 32760は合成数であり、約数は1, 2, 3, 4, 5, 6, 7, 8, 9, 10, 12, 13, 14, 15, 18, 20, 21, 24, 26, 28, 30, 35, 36, 39, 40, 42, 45, 52, 56, 60, 63, 65, 70, 72, 78, 84, 90, 91, 104, 105, 117, 120, 126, 130, 140, 156, 168, 180, 182, 195, 210, 234, 252, 260, 273, 280, 312, 315, 360, 364, 390, 420, 455, 468, 504, 520, 546, 585, 630, 728, 780, 819, 840, 910, 936, 1092, 1170, 1260, 1365, 1560, 1638, 1820, 2184, 2340, 2520, 2730, 3276, 3640, 4095, 4680, 5460, 6552, 8190, 10920, 16380, 32760である。
  - 約数の和は131040。
- 約数の和が元の数の4倍になる2番目の4倍完全数である。1つ前は30240、次は2178540。
- 9番目の倍積完全数である。1つ前は30240、次は523776。
- 17番目の調和数である。1つ前は30240、次は55860。
- 32760 = 12 × 13 × 14 × 15
  - 12番目の四連続積数である。1つ前は24024、次は43680。
- 4721番目のハーシャッド数である。1つ前は32742、次は32778。
- 1～15までの自然数のうち、11を除く全ての数の最小公倍数である。これに11を含めると360360が最小公倍数となる。
- 32760 = 23 × 32 × 5 × 7 × 13
  - 5つの異なる素因数の積で p 3 × q 2 × r × s × t の形で表せる2番目の数である。1つ前は27720、次は41580。（オンライン整数列大辞典の数列 A190111）
- 32760 = 215 − 8
  - n = 15 のときの 2n − 8 の値とみたとき1つ前は16376、次は65528。
- 約数の和が32760になる数は37個ある。(9720, 10296, 10620, 11484, 11628, 12024, 12510, 12924, 13000, 13806, 14022, 14094, 14336, 14500, 15102, 15928, 16374, 16965, 17116, 17708, 18716, 18855, 20943, 21267, 21358, 21627, 21663, 21771, 25285, 26245, 30019, 30407, 31103, 31639, 32287, 32387, 32399) 約数の和37個で表せる3番目の数である。1つ前は22320、次は33264。